# Goetghebueria fasciata
Goetghebueria fasciata е насекомо от разред Двукрили (Diptera), семейство Хирономидни (Chironomidae). Съществува ендемично в Полша; няма подвидове.